# 第二阪奈道路

第二阪奈道路をふくめた阪神地域の主な有料道路

第二阪奈道路（だいにはんなどうろ、英語: DAINI HANNA TOLL ROAD）は、大阪府東大阪市から奈良県奈良市を結ぶ一般国道163号のバイパス（自動車専用道路）。
高速道路ナンバリングによる路線番号は、「E92」が振られている。

## 概要
大阪府東大阪市の西石切ICから奈良県奈良市の宝来ICに至る延長13.4キロメートル (km) の国道163号・308号のバイパス道路で、自動車専用道路である。NEXCO西日本が管理する有料道路で、第二阪奈道路として地域高規格道路の計画路線に指定されている。
西石切ICからは阪神高速道路13号東大阪線に接続しており、大阪市内と奈良市内を最短で結ぶ。名称に「第二」を冠しているのは大阪府道・奈良県道8号大阪生駒線と奈良県道1号奈良生駒線が阪奈道路と呼ばれているためである。
西石切IC - 壱分IC間の阪奈トンネル約5.6 kmは長大トンネルに該当するため、危険物積載車両は通行禁止で、またはその積載する品目が制限されている。
かつては奈良県道路公社と大阪府道路公社が共同で国道308号第二阪奈有料道路として管理し、2027年4月をもって無料開放予定であったが、利用者低迷と将来的なトンネル改修費用などの問題もあり、全国路線網に編入し料金徴収を維持する方針となる。その関係で通行料を値下げするとともに、2019年4月1日にNEXCO西日本へ国道163号第二阪奈道路として移管した。

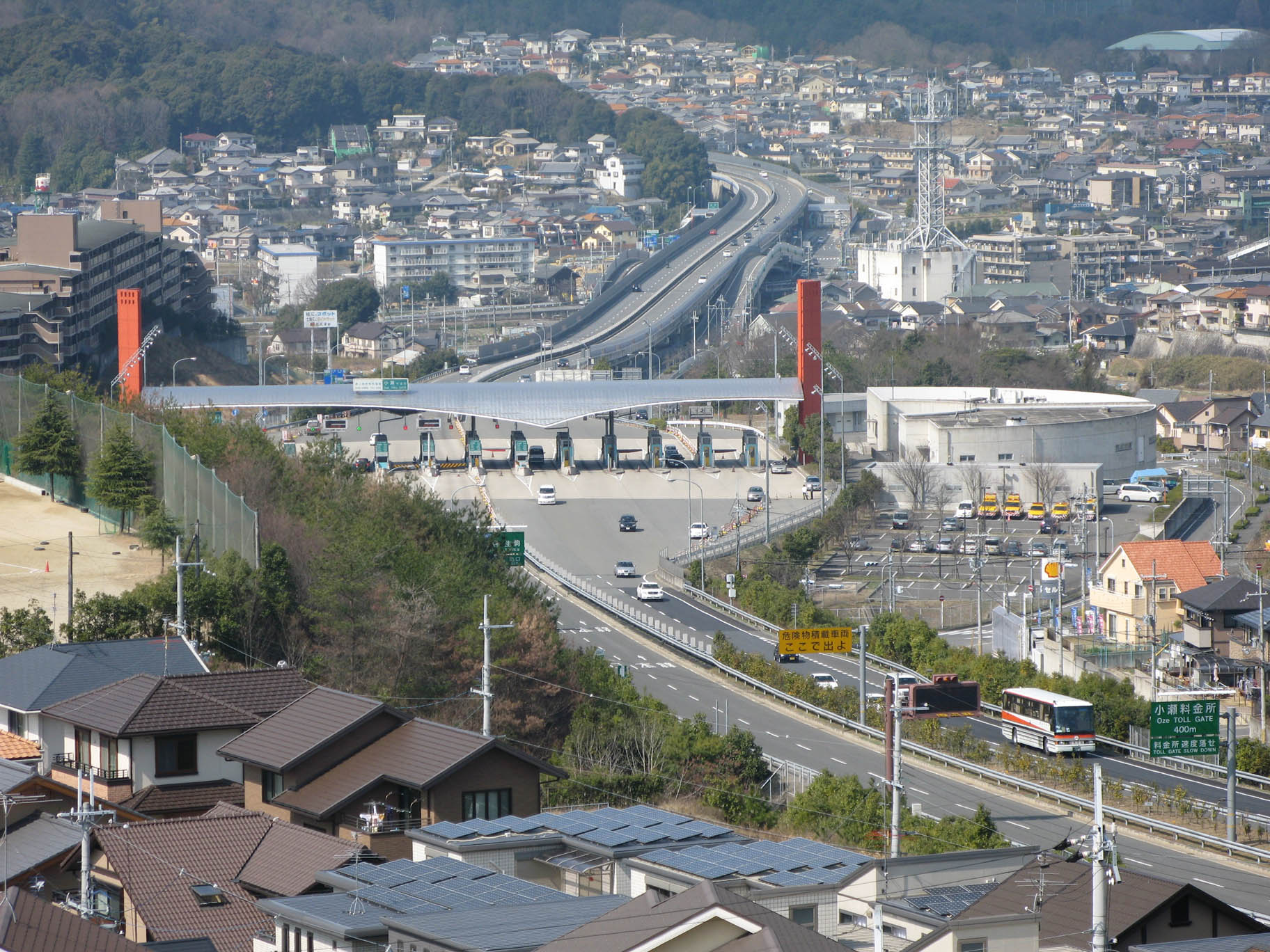
小瀬料金所（生駒市）付近

### 路線データ
- 起点：大阪府東大阪市西石切町
- 終点：奈良県奈良市宝来町
- 全長：13.4 km（うち大阪府域が3.8km、奈良県域が9.6km）[4]
- 車線数：4車線[4]
- 制限速度：60km/h
- 道路規格：第1種第3級（自動車専用道路）[4]
- 道路種別：地域高規格道路
- 事業費：2,336億円（うち大阪府道路公社が1,237億円、奈良県道路公社が1,099億円）[4]
- 最急勾配 : 5%

### 所管警察
- 奈良県警察
  - 高速道路交通警察隊小瀬分駐隊 : 西石切インターチェンジ - 宝来インターチェンジ

## 沿革
- 1986年（昭和61年）1月：着工する。
- 1997年（平成9年）4月23日：一般国道308号バイパス「第二阪奈有料道路」として供用を開始する[4]。
- 1998年（平成10年）2月18日：延べ通行台数1,000万台を達成する[4]。
- 2001年（平成13年）1月5日：延べ通行台数5,000万台を達成する[4]。
- 2004年（平成16年）8月4日：延べ通行台数1億台を達成する[4][5]。
- 2007年（平成19年）12月：ETC設置工事を開始する。
- 2009年（平成21年）
  - 3月頃：ETC設置工事が完了する。
  - 4月16日：ETCの利用を開始する。
- 2019年（平成31年）4月1日：NEXCO西日本へ移管する。（移管に伴い、国道163号バイパス「第二阪奈道路」に変更される。）
- 2020年（令和2年）8月3日　中町ICにETCフリーフローアンテナが設置（対距離制に移行）

## インターチェンジなど

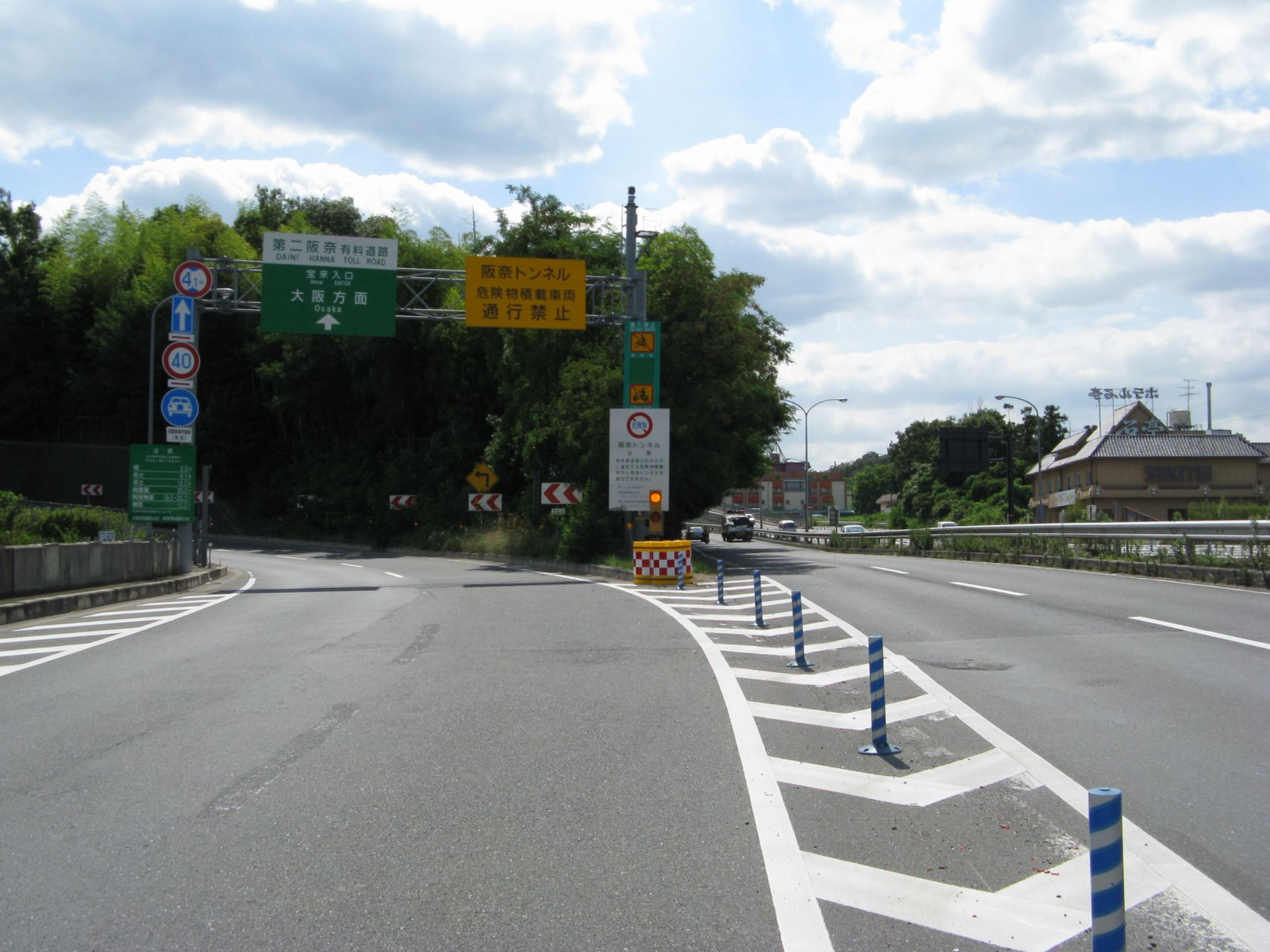
宝来ランプ大阪方面入口

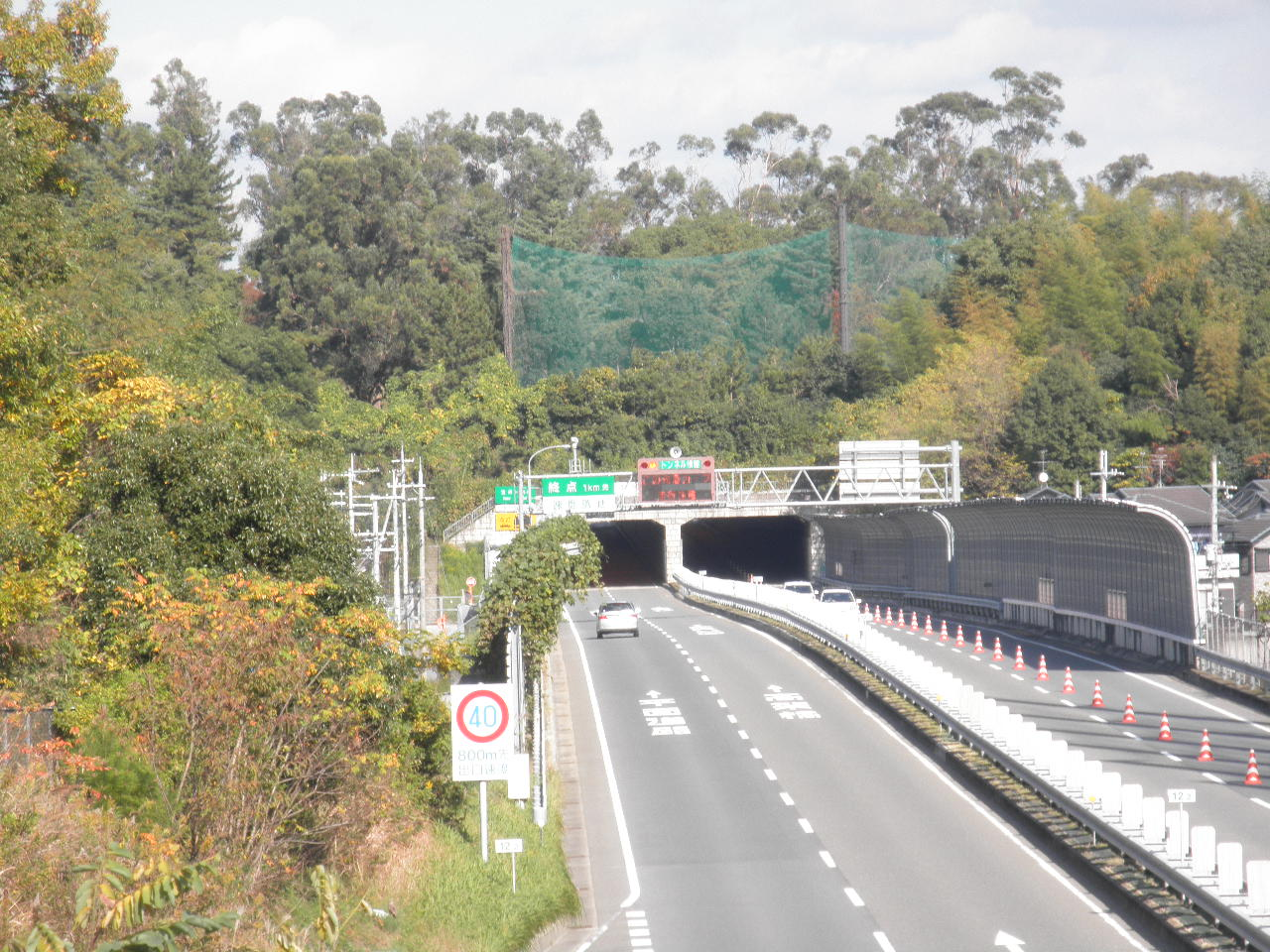
宝来トンネル

- IC番号欄の背景色が■である部分については道路が供用済みの区間を示している。
- 施設名欄の背景色が■である部分は施設が供用されていない、または完成していないことを示す。

| IC 番号                                            | 施設名                                             | 接続路線名                                              | 起点 から (km)                                                    | 備考                                               | 所在地                                             | 所在地                                             |
| 阪神高速13号東大阪線 神戸・大阪市内・東大阪JCT方面 | 阪神高速13号東大阪線 神戸・大阪市内・東大阪JCT方面 | 阪神高速13号東大阪線 神戸・大阪市内・東大阪JCT方面      | 阪神高速13号東大阪線 神戸・大阪市内・東大阪JCT方面                | 阪神高速13号東大阪線 神戸・大阪市内・東大阪JCT方面 | 阪神高速13号東大阪線 神戸・大阪市内・東大阪JCT方面 | 阪神高速13号東大阪線 神戸・大阪市内・東大阪JCT方面 |
| -------------------------------------------------- | -------------------------------------------------- | ------------------------------------------------------- | ----------------------------------------------------------------- | -------------------------------------------------- | -------------------------------------------------- | -------------------------------------------------- |
| 1                                                  | 西石切IC                                           | 国道308号一般部接続点 国道170号〈大阪外環状線〉（旧道） | 0.0                                                               | 奈良方面ハーフIC                                   | 大阪府 東大阪市                                    | 大阪府 東大阪市                                    |
| -                                                  | 阪奈トンネル                                       |                                                         | 0.0                                                               | 長さ5,578 m 危険物積載車両通行禁止                 | 大阪府 東大阪市                                    | 大阪府 東大阪市                                    |
| -                                                  | 阪奈トンネル                                       | 奈良県                                                  | 0.0                                                               | 長さ5,578 m 危険物積載車両通行禁止                 | 生駒市                                             |                                                    |
| 2                                                  | 壱分IC                                             | 奈良県                                                  | 国道168号〈一分バイパス〉                                         | 6.2                                                | 生駒市                                             | 大阪方面ハーフIC                                   |
| 3                                                  | 小瀬IC/TB                                          | 奈良県                                                  | 国道168号 国道308号                                               | 7.2                                                | 生駒市                                             | 奈良方面ハーフIC                                   |
| -                                                  | 榁ノ木トンネル                                     | 奈良県                                                  |                                                                   | 8.0                                                | 生駒市                                             | 長さ上り線495m、下り線560m                         |
| -                                                  | 榁ノ木トンネル                                     | 奈良県                                                  | 奈良市                                                            | 8.0                                                |                                                    | 長さ上り線495m、下り線560m                         |
| 4                                                  | 中町IC                                             | 奈良県                                                  | 府道・県道7号枚方大和郡山線                                       | 10.7                                               | 大阪方面ハーフIC                                   |                                                    |
| -                                                  | 宝来トンネル                                       | 奈良県                                                  |                                                                   | 12.4                                               | 長さ303ｍ                                          |                                                    |
| 5                                                  | 宝来IC                                             | 奈良県                                                  | 国道308号一般部接続点 県道1号奈良生駒線〈大宮道路〉・〈阪奈道路〉 | 13.4                                               | 大阪方面ハーフIC                                   |                                                    |
| 国道308号〈大宮道路〉 奈良市街方面                 |                                                    |                                                         |                                                                   |                                                    |                                                    |                                                    |

## 車線・最高速度
| 区間          | 車線 上下線=上り線+下り線 | 最高速度 | 備考 |
| ------------- | ------------------------- | -------- | ---- |
| 西石切 - 宝来 | 4=2+2                     | 60km/h   |      |

## 通行料金
非ETC車 
| 区間          | 軽自動車等 | 普通車 | 中型車 | 大型車 | 特大車  |
| ------------- | ---------- | ------ | ------ | ------ | ------- |
| 西石切 - 宝来 | 620円      | 710円  | 800円  | 900円  | 1,470円 |
| 西石切 - 中町 | 620円      | 710円  | 800円  | 900円  | 1,470円 |
| 西石切 - 壱分 | 440円      | 480円  | 520円  | 610円  | 830円   |
| 小瀬 - 宝来   | 210円      | 260円  | 310円  | 410円  | 730円   |
| 小瀬 - 中町   | 210円      | 260円  | 310円  | 410円  | 730円   |

 ETC車 
中町インターチェンジにETCフリーフローアンテナが設置されたことにより、2020年（令和2年）8月3日0時よりETC料金を区間料金制から高速自動車国道の大都市近郊区間の料金水準を目安とした対距離制へと完全に移行した。
| 区間          | 軽自動車等 | 普通車 | 中型車 | 大型車 | 特大車  |
| ------------- | ---------- | ------ | ------ | ------ | ------- |
| 西石切 - 宝来 | 620円      | 710円  | 800円  | 900円  | 1,470円 |
| 西石切 - 中町 | 550円      | 620円  | 680円  | 840円  | 1,210円 |
| 西石切 - 壱分 | 440円      | 480円  | 520円  | 610円  | 830円   |
| 小瀬 - 宝来   | 210円      | 260円  | 310円  | 410円  | 730円   |
| 小瀬 - 中町   | 210円      | 260円  | 310円  | 410円  | 510円   |

## 交通量
24時間交通量（台）　道路交通センサス
| 区間                  | 平成17（2005）年度 | 平成22（2010）年度 | 平成27（2015）年度 |
| --------------------- | ------------------ | ------------------ | ------------------ |
| 水走出入口 - 西石切IC | 34,426             | 32,785             | 33,465             |
| 西石切IC - 壱分IC     | 34,426             | 32,839             | 32,727             |
| 壱分IC - 小瀬IC       | 34,426             | 32,839             | 32,727             |
| 小瀬IC - 中町IC       | 23,449             | 22,353             | 21,252             |
| 中町IC - 宝来IC       | 15,356             | 14,475             | 15,403             |

（出典：「平成22年度道路交通センサス」・「平成27年度全国道路・街路交通情勢調査」（国土交通省ホームページ）より一部データを抜粋して作成）
- 令和2年度に実施予定だった交通量調査は、新型コロナウイルスの影響で延期された[7]。